# Екваторіальна конфедерація
Екваторіальна конфедерація (порт. Confederação do Equador) — невизнана держава, що існувала дуже недовго (2 серпня — 9 листопада 1824), проголошена у Північно-східному регіоні Бразилії протягом боротьби за незалежність Бразилії від Португалії. Сепаратистський рух під керівництвом багатих землевласників, які опонували першим реформам імператора Бразильської імперії Педру I. Першими штатами, що заснували конфедерацію, були Пернамбуку і Сеара, до яких пізніше приєдналися ще три провінції Північно-східного регіону. Конфедерація була розгромлена бразильськими військами під командуванням контр-адмірала Томаса Кокрена і припинила існування через кілька місяців після проголошення.

## Передумови
Повстання на Північному сході послідувало за меншим повстанням в Пернамбуку п'ятьма роками раніше. Коріння конфлікту із центральним урядом можна прослідкувати від ліквідації Засновницьких зборів імператором Педру I, тому що він вважав, що ця організація піддає небезпеці його свободу управляти країною. Як члени зборів, його радники Жозе Боніфаціо ді Андрада і Сілва і брати імператора, написали проект конституції, яка обмежувала монарха, роблячи його головою законодавчої і судової влади, подібно до президента США. Вони хотіли, щоб імператор підписав проект без обговорення, але дон Педру відмовився це зробити. Солдати оточили збори та розігнали їх за його наказом. Після цього він затвердив нову конституцію, побудовану за прикладом португальської конституції 1822 року і французької 1814 року. Вона встановлювала непрямі вибори і створювала звичайні три гілки уряду плюс четверту, так звану «стримуючу владу» (Poder Moderador) імператора. Імператор отримував повноваження призначати суддів і порушувати безпорадне становище, відкликаючі парламент і кабінет міністрів. Він також мав повноваження укладання міжнародних договорів і їх ратифікацію. Конституція Педру була ліберальніша щодо прав людини, прав власності і релігіозної терпимості, ніж конституція Зборів, але надавала більшу концентрацію влади в руках імператора.
Перед отриманням незалежності, північна Бразилія належала до віцекоролівства Гран-Пара, окремого від віце-королівства Бразилія на півдні. Дон Педру об'єднав обидва віце-королівства в одній імперії. Проте, Північ була історично більш несхильною до відділення від Португалії і боролася за сбереження підпорядкування Португалії, хоча і отримала поразку в боротьбі проти дона Педру. Конфедерація, таким чином, стала другою популярною спробою отримання незалежності від імператорського уряду в Ріо-де-Жанейро.
Як розгром роялістського руху після відділення Бразилії від Португалії, так і придушення Конфедерації, біли проведені військовими силами Бразильської імперії під керівництвом контр-адмірала Томаса Кокрена за підтримкою англофілів та масонів.

## Повстання
Вважається, що дії імператораПедру, згадані више, спровокували революційний рух. Його учасники, що називали себе «патріотами Пернамбуку», відмовилися виконувати накази імператора, і вважали себе захисниками народної волі. Рух швидко набрав силу, відкидаючи повноваження центрального уряду, і переріс в народні виступи на вулицях Ресіфі, у яких брали участь і деякі іноземці.
Повстання, відоме як «анти-лусітанське», обрало своїм лідером Мануела ді Карвалью, який брав активну участь в Пернамбуканській революції 1817 року, і який після цього переїхав у вигнання до США. 2 червня 1824 року Карвалью проголосив Конфедерацію, маючи амбіції об'єднати всі провінції регіону Гран-Пара.

## Наслідки
Коли Педру I відправив війська на Північний Схід, три провінції відпали від конфедерації вже в вересні цього року. Провінція Сеара утрималася до листопаду, а остання твердиня Конфедерації в сертанах була захоплена в грудні.
Кілька з лідерів повстання були засуджені військовим трибуналом на смерть. Одною відомою стратою була страта брата Канека, ідейного і релігійного наставника Конфедерації, в якого деякі солдати відмовилися стріляти. Проте, скоро після цього вирок був виконаний в 1825 році.

## Прапор Конфедерації
Засновуючись на сучасних дослідженнях, прапор мав блакитне поле з гербом сепаратистської республіки. Цей герб складався з квадратного жовтого «щита», оточеного гілками цукрового очерету і бавовнику. На блакитному фоні знаходився білий круг із словами «Religião, Independência, União, Liberdade» (релігія, незалежність, об'єднання, свобода), відокремлений квадратними в'язками батогів, ймовірно фасціями, жезлами лікторів Римської імперії. У центрі білого круга знаходився менший блакитний круг, розділений горизонтальною білою смугою із червоним хрестом. Чотири білі зірки закривали фланги нижньою ручки хреста, дві вище за білу смугу і дві нижче. Ще дев'ять білих зірок було розташовано в півколі внизу блакитного круга. Над верхівкою жовтого поля знаходилася червона рука із всевидячим оком на фоні пальми, оточена ще чотирма зірками. У верхній частині прапора знаходилася стрічка із словом Confederação (конфедерація).

## Зовнішні посилання
- Brief History of the Confederation [Архівовано 15 січня 2008 у Wayback Machine.] (порт.)
- Brief Description of the Confederation